# Aserbaidschanischer Fußballpokal 2012/13
Der Aserbaidschanischer Fußballpokal 2012/13 war die 21. Austragung des Pokalwettbewerbs im Fußball in Aserbaidschan. Pokalsieger wurde der Neftçi Baku PFK. Das Team setzte sich im Finale gegen den FK Xəzər Lənkəran nach Elfmeterschießen durch. Da Neftçi auch die Meisterschaft gewann, qualifizierte sich der unterlegene Pokalfinalist für die 1. Qualifikationsrunde der UEFA Europa League 2013/14.

## Modus
In der 1. Runde, im Achtelfinale und Finale wurden die Begegnungen in einem Spiel entschieden. Bei unentschiedenem Ausgang wurde das Spiel verlängert und gegebenenfalls durch Elfmeterschießen entschieden.
Im Viertel- und Halbfinale wurden die Sieger in Hin- und Rückspiel ermittelt. Bei Torgleichstand in beiden Spielen zählte zunächst die größere Zahl der auswärts erzielten Tore; gab es auch hierbei einen Gleichstand, wurde das Rückspiel verlängert und ggf. ein Elfmeterschießen zur Entscheidung ausgetragen. 

## Teilnehmer
| Premyer Liqası (12)                                                                     | Premyer Liqası (12)                                                                                    | Birinci Divizionu (9) | Birinci Divizionu (9) |
| --------------------------------------------------------------------------------------- | --- | --- | --------------------- |
| - AZAL PFK Baku - FK Baku - İnter Baku - PFK Kəpəz - Neftçi Baku PFK - FK Qarabağ Ağdam | - FK Qəbələ - Rəvan Baku FK - PFK Simurq Zaqatala - Sumqayıt PFK - PFK Turan Tovuz - FK Xəzər Lənkəran | - FK Ağsu - Bakılı Baku PFK - Lokomotiv Bilajary FK - MOİK Baku PFK - FK Neftçala - FK Qala - Qaradağ Lökbatan FK - FK Şuşa - FK Tərəqqi |                       |

## 1. Runde
In dieser Runde nahmen neun Zweitligisten und mit PFK Kəpəz ein Erstligist teil.
| Datum      |                          | Ergebnis              |                            |
| ---------- | ------------------------ | --------------------- | -------------------------- |
| 22.10.2012 | FK Qala (II)             | 2:4                   | PFK Kəpəz (I)              |
| 24.10.2012 | FK Tərəqqi (II)          | 3:1                   | FK Ağsu (II)               |
| 24.10.2012 | Qaradağ Lökbatan FK (II) | 7:0                   | Lokomotiv Bilajary FK (II) |
| 24.10.2012 | FK Şuşa (II)             | 0:1                   | FK Neftçala (II)           |
| 24.10.2012 | MOİK Baku PFK (II)       | 0:0 n. V. (3:1 i. E.) | Bakılı Baku PFK (II)       |

## Achtelfinale
Teilnehmer: Die fünf Sieger der 1. Runde und die elf weitere Erstligisten.
| Datum      |                     | Ergebnis              |                          |
| ---------- | ------------------- | --------------------- | ------------------------ |
| 28.11.2012 | AZAL PFK Baku (I)   | 0:1                   | PFK Simurq Zaqatala (I)  |
| 28.11.2012 | FK Tərəqqi (II)     | 0:5                   | Neftçi Baku PFK (I)      |
| 28.11.2012 | FK Qəbələ (I)       | 2:0                   | Qaradağ Lökbatan FK (II) |
| 28.11.2012 | PFK Kəpəz (I)       | 0:2 n. V.             | FK Qarabağ Ağdam (I)     |
| 28.11.2012 | FK Baku (I)         | 3:1                   | Sumqayıt PFK (I)         |
| 28.11.2012 | MOİK Baku PFK (II)  | 0:3                   | İnter Baku (I)           |
| 28.11.2012 | Rəvan Baku FK (I)   | 2:1                   | FK Neftçala (II)         |
| 24.10.2012 | PFK Turan Tovuz (I) | 1:1 n. V. (3:5 i. E.) | FK Xəzər Lənkəran (I)    |

## Viertelfinale
| Datum             |                         | Gesamt    |                       | Hinspiel | Rückspiel |
| ----------------- | ----------------------- | --------- | --------------------- | -------- | --------- |
| 27.02./07.03.2013 | PFK Simurq Zaqatala (I) | 0:1       | Neftçi Baku PFK (I)   | 0:0      | 0:1 n. V. |
| 27.02./07.03.2013 | FK Qəbələ (I)           | (a)1:1(a) | FK Qarabağ Ağdam (I)  | 1:1      | 0:0       |
| 27.02./07.03.2013 | FK Baku (I)             | (a)3:3(a) | İnter Baku (I)        | 1:1      | 2:2       |
| 27.02./07.03.2013 | Rəvan Baku FK (I)       | 2:6       | FK Xəzər Lənkəran (I) | 1:2      | 1:4       |

## Halbfinale
| Datum             |                     | Gesamt |                       | Hinspiel | Rückspiel |
| ----------------- | ------------------- | ------ | --------------------- | -------- | --------- |
| 17.04./24.04.2013 | Neftçi Baku PFK (I) | 4:3    | FK Qarabağ Ağdam (I)  | 2:1      | 2:2       |
| 17.04./24.04.2013 | FK Baku (I)         | 1:2    | FK Xəzər Lənkəran (I) | 1:0      | 0:2       |

## Finale
| Paarung           | Neftçi Baku PFK – FK Xəzər Lənkəran |
| Ergebnis          | 0:0 n. V.; 5:3 i. E. |
| Datum             | 28. Mai 2013 |
| Stadion           | Tofiq-Bəhramov-Stadion, Baku |
| Zuschauer         | 20.000 |
| Schiedsrichter    | Əliyar Ağayev |
| Tore              | Elfmeterschießen: 1:0 Nicolás Canales Saša Stamenković hält gegen Dimitris Sialmas 2:0 Bruno Bertucci 2:1 Ağabala Ramazanov 3:1 Flavinho 3:2 Rahid Əmirquliyev 4:2 Mahir Šükürov 4:3 Sadio Tounkara 5:3 Rəşad Sadıqov                                                                               |
| Neftçi Baku PFK   | Saša Stamenković – Mahir Şükürov, Dênis Silva, Bruno Bertucci, Elvin Yunuszadə – Rəşad Sadıqov, Araz Abdullayev (98. Emin Mehdiyev), Érik Ramos, Julius Wobay – Nicolás Canales, Flavinho Cheftrainer: Böyükağa Hacıyev                                                                             |
| FK Xəzər Lənkəran | Antonio Doblas – Adrian Scarlatache, Wanderson Scardovelli (71. Uğur Pamuk), Éder Bonfim (46. Sadio Tounkara), Elnur Allahverdiyev, Álvaro Silva, Marin Oršulić (51. Dimitris Sialmas), Rahid Əmirquliyev, Radomir Todorow – Elnur Abdullayev, Ağabala Ramazanov Cheftrainer: John Toshack ( Wales) |
| Gelbe Karten      | Bruno Bertucci, Dênis Silva, Araz Abdullayev, Mahir Šükürov – Elnur Abdullayev, Sadio Tounkara, Álvaro Silva |